# John Spencer-Churchill, 7. Duke of Marlborough

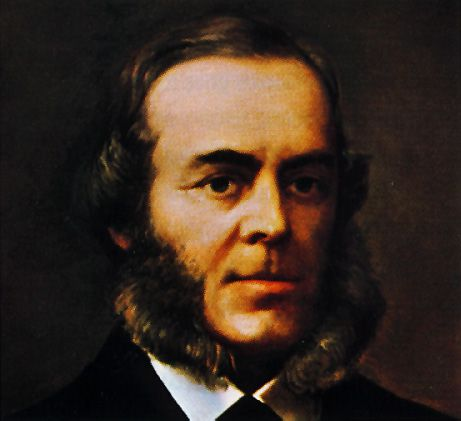
John Spencer-Churchill, 7. Duke of Marlborough

John Winston Spencer-Churchill, 7. Duke of Marlborough (* 2. Juni 1822 bei Garboldisham Hall, Norfolk; † 4. Juli 1883 in Berkeley Square, London) war ein britischer Staatsmann und Adeliger.

## Leben und Wirken
Spencer-Churchill besuchte das Eton College (1835–1838) und das Oriel College der University of Oxford.
Von 1857 bis zu seinem Tode war Spencer-Churchill, wie vor ihm sein Vater George Spencer-Churchill, Lord Lieutenant von Oxfordshire und seit 1859 Präsident der Royal Agricultural Society of England (Königlichen Landwirtschaftlichen Gesellschaft). Im April 1844 kam er dank des Einflusses seines Vaters als Abgeordneter für den Wahlkreis Woodstock ins britische House of Commons, in dem er bis Mai 1845 und dann wieder von 1847 bis 1857 saß. In der dritten Regierung von Edward Smith-Stanley (1866) war Spencer-Churchill zunächst Lord Steward of the Household, bevor er – erst erneut unter Derby (1867–1868) dann unter Benjamin Disraeli (1868) – als Lord President of the Council amtierte. Zudem gehörte er seit 1866 dem Privy Council an. Im Parlament trat er überwiegend als ein Anhänger von Lord Derby auf, behielt sich jedoch eine "allgemeine Handlungsfreiheit" in außen- und kirchenpolitischen Angelegenheiten vor. 1856 war Spencer-Churchill der Autor einer Gesetzesvorlage, die eine Stärkung der Church of England in städtischen Gebieten durch die Aufteilung größerer Gemeinden vorsah (19 & 20 Voct. c.104). In den frühen 1870er Jahren galt Spencer-Churchill als einer der "most trusted leaders" der Konservativen Partei und stand im Ruf, mit den fortschrittlichen Tendenzen seiner Zeit über weite Strecken zu sympathisieren. Disraeli schätzte ihn als einen Mann von Kultur, intellektueller Auffassungsgabe und mit moralischer Energie und beurteilte ihn als den fähigsten Konservativen im Oberhaus nach Cairns.
Von 1876 bis 1880 war Spencer-Churchill Lord Lieutenant of Ireland, d. h. De-facto-Gouverneur von Irland. Er nahm dieses Amt, das er noch 1874 ausgeschlagen hatte, vor allem an, um seinen dritten Sohn, der durch seine Verwicklung in die Aylesford-Affäre den Prince of Wales verärgert hatte, und den er mit sich nach Irland nahm, aus der politischen Schusslinie heraushalten zu können. Seine Irlandpolitik galt dabei als undogmatisch aber entschieden unionistisch. Während seiner Amtszeit als Lord Lieutenant unterstützte er das Irish Intermediate Education Act von Sir Michael Hicks Beach und andere Mittel, um die katholische Erziehung der Bevölkerung zu unterstützen. Während der Hungersnot von 1879 sammelte Spencer-Churchill zusammen mit seiner Frau 30.000 Pfund, um die verarmten Landbevölkerung mit Kartoffeln, Nahrung und Kleidung zu unterstützen. Im März 1880 war Spencer-Churchill der Adressat von Disraelis berühmten "dissolution letter", in dem der Premier vor den Gefahren der Home Rule für Irland warnte. Nach Disraelis Tod 1881 erinnerte der Duke die Öffentlichkeit mehrfach an diese Warnung und wandte sich in den Folgejahren strikt gegen Gladstones Irlandpolitik, in der er ein Nachgeben gegen Gewalt erblickte.
Spencer-Churchill galt als ernsthafter, ehrbarer und fleißiger Mann, der nur wenig mit seinem verrufenen ältesten Sohn gemein hatte. Auf seinen dritten Sohn, Lord Randolph übte er vor allem in der Frühphase von dessen politischer Karriere einen beträchtlichen Einfluss aus. Der Erfolg, den Spencer-Churchill bei seinen Bemühungen um einen Wiederaufstieg seiner Familie für sich verbuchen konnte, wurde nach einem Urteil des Historikers Roland Quinault, mit erheblichen Kosten erkauft: Mit Verweis auf Disraelis Urteil, dass Spencer-Churchill "not rich for a Duke" sei, stellte Quinault fest, dass der Duke Familienerbstücke, Anleihen und sogar die Marlborough-Juwelen (1875), die Sunderland-Bücherei (1883–1883) sowie Bodenbesitz in Buckinghamshire (1875) – letzteren an Ferdinand de Rothschild – veräußern musste, um die „politische Projekte“ seiner Familie finanzieren zu können.
Spencer-Churchill trat letztmals am 28. Juni 1883 im Unterhaus auf, als er eine Rede hielt in der er sich gegen die „Deceased Wife’s Sister’s Marriage Bill“ wandte. Er starb kurz darauf an Angina pectoris in seinem Londoner Haus, 29 Berkeley Square. Er wurde in der Privatkapelle seiner Familie in Blenheim begraben.
John Spencer-Churchill war ein Mitglied im Bund der Freimaurer.

## Familie
John Winston Spencer-Churchill war der älteste Sohn von George Spencer-Churchill, 6. Duke of Marlborough, und seiner Gattin Lady Jane Stewart. Bevor er von seinem Vater Rang und Titel des Duke of Marlborough erbte, führte er den Höflichkeitstitel Marquess of Blandford. Er hatte zwei Brüder und eine Schwester.
Am 12. Juli 1843 heiratete Spencer-Churchill Lady Frances Anne Emily Vane, die einzige Tochter von Charles Vane, 3. Marquess of Londonderry. Aus der Ehe gingen elf Kinder hervor, darunter Lord Randolph Churchill, der Vater des späteren britischen Premierministers Sir Winston Churchill, der nach seinem Großvater benannt wurde.
- George Spencer-Churchill, 8. Duke of Marlborough (1844–1892)
- Lord Frederick John Winston Spencer-Churchill (1846–1850)
- Lady Cornelia Henrietta Maria Spencer-Churchill (1847–1927)
- Lady Rosamond Jane Frances Spencer-Churchill († 1920)
- Lord Randolph Henry Spencer-Churchill (1849–1895), britischer Staatsmann (Schatzkanzler)
- Lady Fanny Octavia Louise Spencer-Churchill (1853–1904), die Gattin von Edward Marjoribanks, 2. Baron Tweedmouth
- Lady Anne Emily Spencer-Churchill (1854–1923)
- Lord Charles Ashley Spencer-Churchill (1856–1858)
- Lord Augustus Robert Spencer-Churchill (1858–1859)
- Lady Georgiana Elizabeth Spencer-Churchill (1860–1906)
- Lady Sarah Isabella Augusta Spencer-Churchill († 1929)